# Efísio
Efísio (Elia, c. 250 – Nora, 15 de janeiro de 303) foi um mártir cristão, venerado como santo pela Igreja Católica, reverenciado na Sardenha, especialmente na cidade de Cagliari, ao sul da ilha, onde ele foi martirizado e é considerado copadroeiro, junto com São Saturnino. Sua festa ocorre em 15 de janeiro e localmente em 1.º de maio.